# Salvadori labdarúgó-szövetség
A salvadori labdarúgó-szövetség (spanyolul: Federación Salvadoreña de Fútbol).

## Történelme
1935 alapították. A Nemzetközi Labdarúgó-szövetségnek (FIFA) 1938-tól tagja. 
1962-től az Észak- és Közép-amerikai, Karibi Labdarúgó-szövetségek Konföderációja (CONCACAF) tagja. Fő feladata a nemzetközi kapcsolatokon kívül, a  Salvadori labdarúgó-válogatott férfi és női ágának, a korosztályos válogatottak illetve a nemzeti bajnokság szervezése, irányítása. A működést biztosító bizottságai közül a Játékvezető Bizottság (JB) felelős a játékvezetők utánpótlásáért, elméleti (teszt) és cooper (fizikai) képzéséért.